# Església de Sant Maurici (Olomouc)
L'Església de Sant Maurici (en txec, Kostel svatého Mořice) és una Església Catòlica Romana a Olomouc, República Txeca. Es troba al centre de la ciutat, prop de l'Horní náměstí ("Plaça Superior") i segueix sent un dels punts de referència més importants de la ciutat.

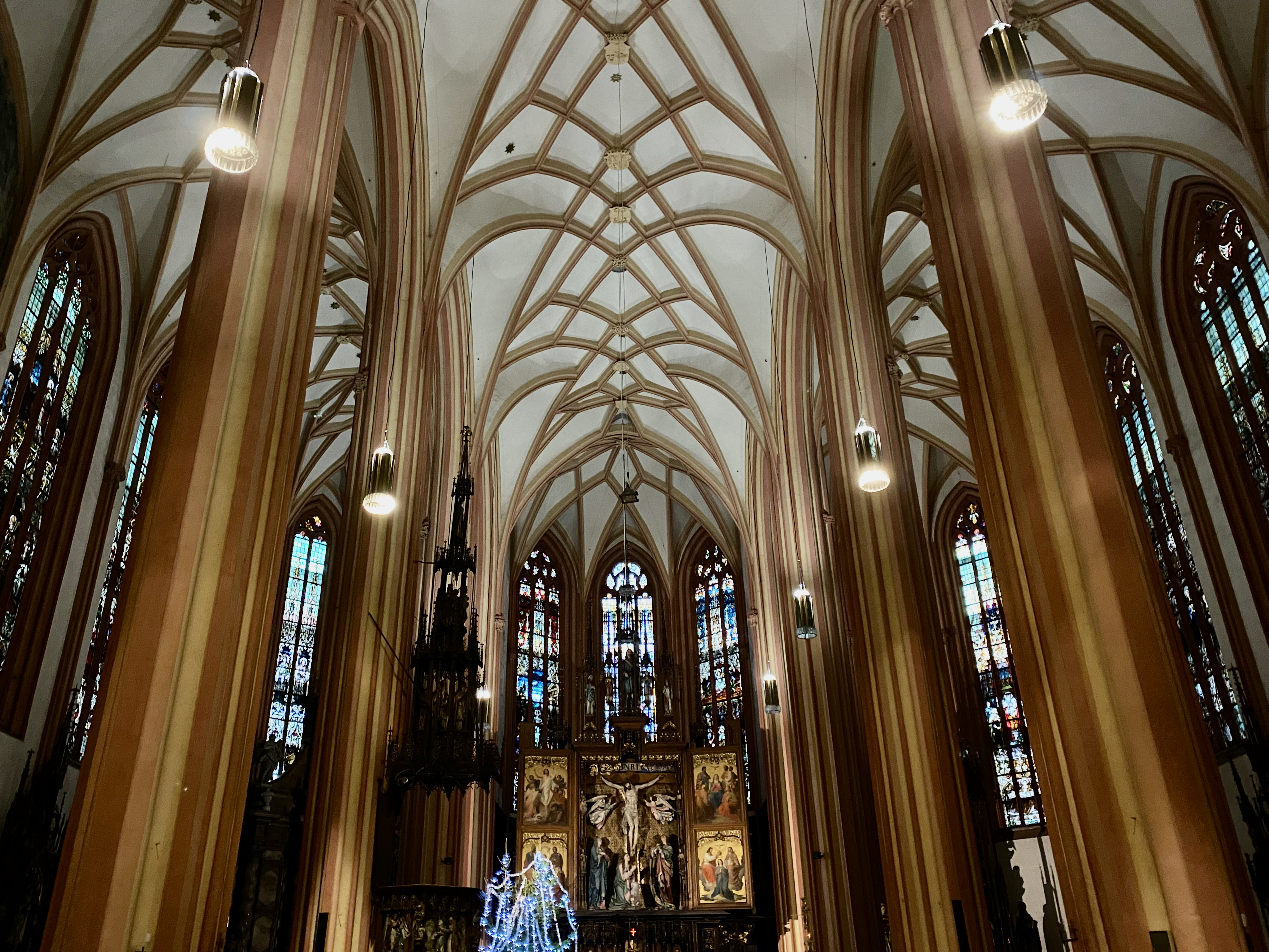
Interior

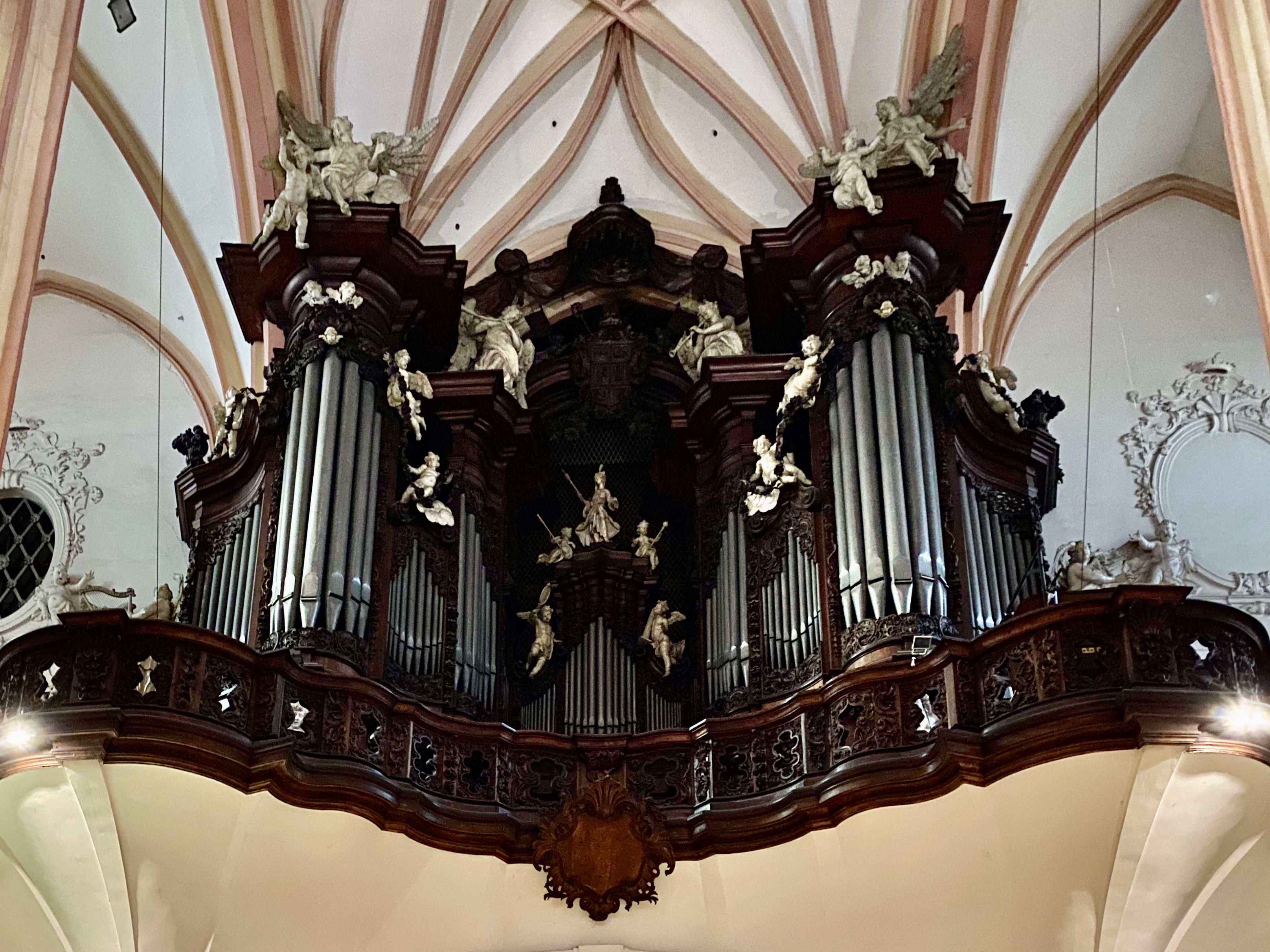
Orgue

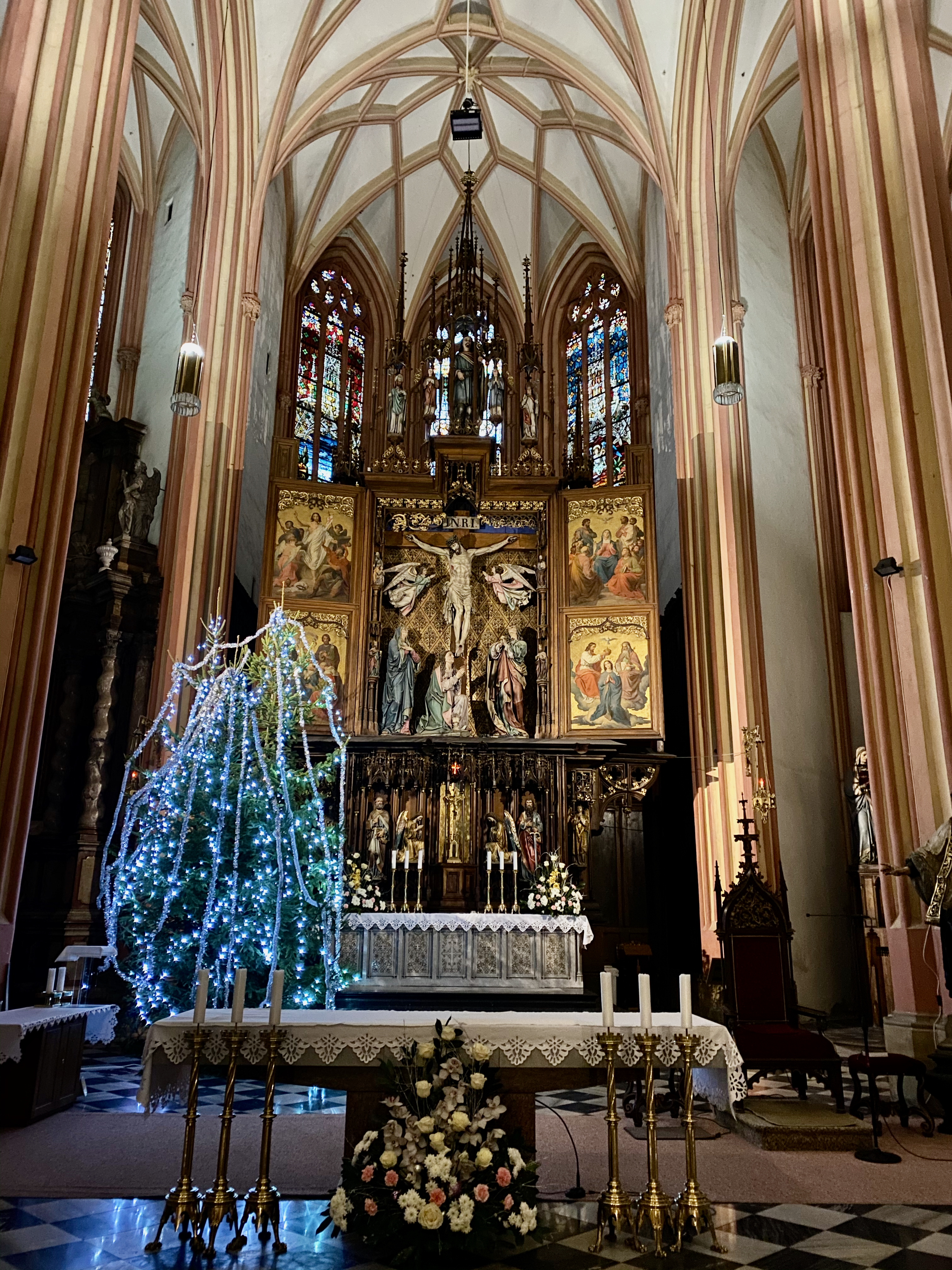
Altar major

Es desconeix quan es va construir exactament l'església. Té dues torres: la torre sud data del 1403, que és la part més antiga de l'edifici; la del nord data del 1412. L'església probablement va ser consagrada l'any 1492. L'⁣altar major neogòtic es va construir l'any 1861. L'església està construïda com a triple nau arquejada. La nau principal conté l'⁣orgue de l'església, originari de 1740 a 1745; amb els cinc manuals i 95 registres, es troba entre els orgues més grans del món. L'autor va ser l'organista Michael Engler.
L'església va ser designada com a Monument Cultural Nacional pel govern el 1995. La torre sud serveix de torre de guaita amb vista sobre tota la ciutat d'Olomouc i els seus voltants.